# Elham Aminzade
Elham Aminzade (ur. 1963) – irańska prawniczka, naukowiec i polityk, wiceprezydent Iranu ds. prawnych w gabinecie prezydenta Hasana Rouhaniego od sierpnia 2013 do czerwca 2016. 
Jest absolwentką Uniwersytetu w Glasgow, gdzie w 1997 ukończyła studia prawnicze, uzyskując doktorat za pracę poświęconą ONZ i kwestiom międzynarodowego pokoju i bezpieczeństwa (tytuł: The United Nations and international peace and security: a legal and practical analysis). Po powrocie do Iranu wykładała na uniwersytecie w Teheranie, specjalizując się w zagadnienia prawa publicznego, prawa energetycznego i praw człowieka.
W latach 2004–2008 była deputowaną Islamskiego Zgromadzenia Konsultatywnego, pełniła obowiązki zastępczyni przewodniczącego komitetów ds. bezpieczeństwa narodowego i ds. polityki zagranicznej. Wielokrotnie wypowiadała się w obronie praw kobiet.
Prezydent Hasan Rouhani mianował ją wiceprezydentem ds. prawnych 11 sierpnia 2013, uzasadniając swoją decyzję jej kompetencjami naukowymi prawnymi, doświadczeniem legislacyjnym oraz zaletami moralnymi. Według niektórych źródeł decyzja ta została podjęta w odpowiedzi na krytykę ze strony organizacji kobiecych i obrońców praw człowieka po tym, gdy w rządzie Rouhaniego nie znalazła się żadna kobieta.
W 2016 Hasan Rouhani mianował ją swoim asystentem ds. praw do obywatelstwa. Na dotychczasowym stanowisku zastąpił ją Hosejn Ali Amiri.